# Hartnid Gleusser
Hartnid Gleusser (* um 1350; † 18. Jänner 1411 in Admont) war ein salzburgischer römisch-katholischer Geistlicher und von 1391 bis 1411 Abt der Benediktinerabtei St. Blasius zu Admont.

## Leben und Wirken
Hartnid Gleusser, der sein Amt in bereits vorgeschrittenem Alter antrat, entstammte der im Ennstal begüterten der Edlen von Glauzzer. Unter ihm konnten die Besitzungen des Stifts entschieden ausgebaut werden. So erweiterte er durch Ankäufe den bereits bestehenden Besitz in Gstatt. 1399 wurden die Pfarren Sankt Jakob in Leoben, Sankt Rupert in Trofaiach und Sankt Lorenzen im Paltental durch Papst Bonifatius IX. dem Stift inkorporiert.
Mit der Besitzmehrung gingen bauliche Aktivitäten einher. Durch ihn wurden in der Stiftskirche Admont, wohl als Abschluss größerer Umbaumaßnahmen, zwölf neue Altäre geweiht und liturgisch ausgestattet. Zu dieser Ausstattung gehörten vor allem auch zwei spätgotische Vesperbilder aus Muschelkalk, die sich heute beide im Joanneum in Graz befinden.
Mit dem Namen Abt Hartnids ist aber untrennbar die Geschichte der Wallfahrt auf den Frauenberg verbunden, die 1404 mit dem Fund einer Marienstatue einsetzt. Abt und Mönche hatten zunächst die Statue in die Stiftskirche Admont zu übertragen gesucht, von wo sie aber an ihren Auffindungsort am Kulm zurückkehrte. Abt Hartnid ließ zunächst eine hölzerne Kapelle errichten, um dann 1410 den Grundstein für den gotischen Kirchenneubau zu legen.